# Ransom Knowling
Ransom Knowling (New Orleans, 24 juni 1912 – Chicago, 22 oktober 1967) was een Amerikaanse jazz- en bluesmuzikant (bas, tuba, viool).

## Biografie
Ransom Knowling speelde in New Orleans met Sidney Desvigne en John Robichaux tijdens de jaren 1920 en 1930, voordat hij aan het eind van het decennium naar Chicago verhuisde. Daar werkte hij met rhythm-and-blues en bluesmuzikanten, o.a. met de Harlem Hamfats, Big Bill Broonzy, Arthur Crudup (That's All Right), Roosevelt Sykes, Washboard Sam, John Davis, Little Brother Montgomery, Sonny Boy Williamson I, T-Bone Walker, Muddy Waters en Tommy McClennan. Knowling nam deel aan 38 opnamesessies van 1937 tot 1955.

## Overlijden
Ransom Knowling overleed in oktober 1967 op 55-jarige leeftijd.